# Lykophron aus Chalkis
Lykophron aus Chalkis (altgriechisch Λυκόφρων ὁ Χαλκιδεύς Lykóphrōn ho Chalkideús; * um 320 v. Chr.; † nach 280 v. Chr.) war ein griechischer Grammatiker und Dichter.

## Leben
Der aus Chalkis, dem Hauptort der Insel Euböa, stammende Lykophron wird zur tragischen Plejade gerechnet, sieben zu ihrer Zeit bedeutenden Tragödiendichtern am Hof des ägyptischen Königs Ptolemaios II. Laut Johannes Tzetzes soll er „64 oder 46“ Tragödien verfasst haben; zu zwanzig ist in der Suda der Titel überliefert. Erhalten sind daraus nur wenige Zeilen. Mehrere Tragödien scheinen zeitgeschichtliche Themen behandelt zu haben, die Kassandreis z. B. eine Geschichte aus der 316 gegründeten Stadt Kassandra. Erhalten sind auch mehrere Zeilen des Satyrspiels Menedemos über den mit Lykophron befreundeten Philosophen Menedemos von Eretria.
Lykophron war Verfasser eines Werkes Über Komödien, das von späteren Grammatikern wegen seiner Oberflächlichkeit kritisiert wurde. An der Bibliothek von Alexandria war er für die Erfassung und Ordnung der Komödien zuständig.
Für Ptolemaios II. soll er Anagramme angefertigt haben, bei denen er die Buchstaben Πτολεμαῖος Ptolemaíos in die schmeichelnde Reihenfolge ἀπὸ μέλιτος apò mélitos („aus Honig“) brachte und aus Ἀρσινόη Arsinóē ein ἴον Ἥρας íon Hḗras („Veilchen der Hera“) machte. Seit dieser Arbeit gilt Lykophron als Vater dieser rhetorischen Kunstform.
Aufgrund des Eintrags über ihn in der Suda wird Lykophron zudem häufig als Autor des erhaltenen dramatischen Monologs Alexandra bezeichnet. Allerdings wird seine Identität mit dem Verfasser dieses Werks schon in den ältesten Scholien (Randbemerkungen) zu den Handschriften in Frage gestellt. Die Frage ist weiterhin offen; auch in der neueren Forschung hat die Gleichsetzung des Chalkidiers mit dem Autor der Monodie Befürworter.

## Textausgaben
- Bardo Gauly u. a. (Hrsg.): Musa tragica. Die griechische Tragödie von Thespis bis Ezechiel. Ausgewählte Zeugnisse und Fragmente griechisch und deutsch. Vandenhoeck & Ruprecht, Göttingen 1991.